# Stepan Sus
brasão
Stepan Sus (ucraniano Степан Сус; Lviv, 7 de outubro de 1981) é um clérigo ucraniano e bispo da Cúria no Grande Arcebispado Católico Grego Ucraniano de Kiev-Halytsch.

## Biografia
Stepan Sus estudou no Seminário Maior do Espírito Santo em Lviv e na Universidade Católica da Ucrânia. Completou seus estudos na Universidade Católica de Lublin, obtendo um mestrado em teologia. Ele foi ordenado diácono em 2005 e recebeu o sacramento da ordenação em 30 de junho de 2006, por Ihor Vozniak, C.SS.R, arquieparca de Lviv dos Ucranianos.
Serviu como capelão na Academia das Forças Terrestres e outras instituições educacionais em Lviv e entre 2008 e 2012 foi responsável pelo cuidado pastoral dos militares na Arqueparquia de Lviv da Igreja Católica Grega Ucraniana. A partir de 2012, serviu como sincelão da Arquidiocese de Lviv para Militares, Estudantes e Órfãos, bem como pároco da Igreja da Guarnição de São Pedro e São Paulo em Lviv.
O Sínodo dos Bispos da Igreja Greco-Católica Ucraniana elegeu-o bispo da Cúria no Grande Arcebispado de Kiev-Halych. Em 15 de novembro de 2019, o Papa Francisco o confirmou e nomeou bispo titular de Zygris. Tornou-se assim o bispo católico mais jovem do mundo.
Ele foi ordenado bispo em 12 de janeiro de 2020, por Svyatoslav Shevchuk, Arcebispo Maior de Kiev-Halych, na Catedral da Ressurreição de Kiev-Aliche. Os principais co-consagradores foram Ihor Vosniak, arcebispo de Lviv, e Paul Patrick Chomnycky, bispo de Stamford.
Em 2015, Stepan Sus recebeu a Ordem da Ucrânia “Por Mérito” (terceira classe).